# Derogation
Als Derogation (Teilaufhebung, teilweise Außerkraftsetzung, von lat. derogare = teilweise abschaffen) wird in der Rechtswissenschaft der Umstand bezeichnet, dass ein Gesetz die Gültigkeit eines anderen teilweise aufhebt, im kanonischen Recht auch Obrogation genannt. Als Abrogation wird dagegen die vollständige Aufhebung einer Rechtsnorm durch eine andere bezeichnet.

## Bedeutung
Jeder Rechtssatz ist von den tatsächlichen Verhältnissen, den politischen, kulturellen und sittlichen Anschauungen und vor allem der übrigen Gesetzgebung „gleichsam umgeben.“ Die Rechtsordnung unterliegt damit einem beständigen Wandel durch wechselnde politische Mehrheiten sowie veränderte gesellschaftliche Verhältnisse und Anschauungen. Zugleich ist die Widerspruchsfreiheit der Rechtsordnung ein rechtsstaatliches Gebot.
Eine Rechtsnorm kann deshalb außer Kraft treten, weil sie politisch unerwünscht, Unrecht oder gegenstandslos (geworden) ist. Es reicht aus, dass ein Gesetz einem früher erlassenen inhaltlich widerspricht.
Ist die Geltungsdauer eines Gesetzes nicht von vornherein befristet, kann es ausdrücklich durch den Gesetzgeber aufgehoben werden. Möglich ist auch eine Derogation kraft Richterspruchs im Wege der Normenkontrolle (diagonale Derogation). Die Rechtsprechung hat außerdem die sogenannte Funktionslosigkeit von Bebauungsplänen anerkannt, bei der trotz des im Grundsatz geltenden Charakters des Bebauungsplans als für alle geltendes verbindliches Recht unter sehr engen Voraussetzungen eine Unwirksamkeit einer bauplanerischen Festsetzung unabhängig von einem Aufhebungsverfahren anzunehmen ist.

## Arten
Es werden formelle und materielle Derogation unterschieden.

### Formelle Derogation
Eine Rechtsvorschrift kann die ausdrückliche Anordnung enthalten, dass eine bestimmte, namentlich genannte Rechtsvorschrift „außer Kraft“ treten soll. Diesen Vorgang bezeichnet man als formelle Derogation. Zum Beispiel kommt sie mit den folgenden Wendungen zum Ausdruck: „§ 4 des XY-Gesetzes tritt mit Ablauf des 31. Dezember 2012 [oder mit Wirkung vom 1. Januar 2013] außer Kraft.“ Insbesondere werden dann § 1 bis § 3 des betreffenden Gesetzes davon nicht berührt und bleiben in Kraft.

### Materielle Derogation
Eine Rechtsvorschrift kann bestimmte Tatbestände regeln, ohne die ausdrückliche Anordnung zu treffen, dass eine ältere, mit der neuen Regelung unvereinbare Rechtsvorschrift außer Kraft treten soll. Materielle Derogation kommt etwa mit folgender Wendung zum Ausdruck: „Alle diesem Bundesgesetz widersprechenden Bestimmungen in anderen Bundesgesetzen treten mit Inkrafttreten dieses Bundesgesetzes außer Kraft.“

## Rechtsfolgen
Der derogierte Rechtssatz wird nicht nur suspendiert, sondern aufgehoben. Er lebt bei Aufhebung des derogierenden Rechtssatzes nicht wieder auf.

### Formelle Derogation
Bei der expliziten, formellen Normaufhebung bestimmen häufig Übergangsvorschriften, in welchem räumlichen, zeitlichen und sachlichen Verhältnis das jeweilige Gesetz zu Vorgängern und Parallelregelungen steht. Bei umfangreicheren Kodifikationen befinden sich solche Normen auch von den übrigen getrennt in einem gesonderten Einführungsgesetz, beispielsweise dem Einführungsgesetz zum Bürgerlichen Gesetzbuche oder dem Gesetz, betreffend die Einführung der Zivilprozessordnung. Hebt ein jüngeres Gesetz ein älteres auf, so lässt es dessen Übergangsbestimmungen unangetastet. Diese bleiben – insbesondere bei der Aufhebung im Zuge einer Rechtsbereinigung – erhalten, denn sobald ein Fall vor Gericht nach einem alten Rechtszustand zu beurteilen ist, ist als Vorfrage zu klären, wie denn der jeweilige historische Rechtszustand aussah.

### Materielle Derogation
Die materielle Derogation hebt entgegenstehendes Recht implizit auf. Welche der einen Widerspruch begründenden Regelungen zu weichen hat, bestimmt sich grundsätzlich nach dem Rang, der Zeitenfolge und der Spezialität der Regelungen.
Hinsichtlich des Rangs gilt im Rahmen der Normenhierarchie, dass niederrangiges Recht mit höherrangigem vereinbar sein muss (lex superior derogat legi inferiori), beispielsweise „Bundesrecht bricht Landesrecht.“
Das spätere Gesetz derogiert das früher erlassene insoweit, als beide Gesetze denselben Sachverhalt regeln. Zwar geht der spätere Rechtssatz dem früheren vor (lex posterior derogat legi priori). Ist der spätere Rechtssatz jedoch allgemeiner als der frühere, so gilt das nicht. Vielmehr derogiert das spezielle Gesetz das allgemeine (lex specialis derogat legi generali). Wenn sich die Anwendungsbereiche von Normen lediglich überschneiden und keine ausdrückliche Kollisionsregel vorhanden ist, bleiben beide Normen wirksam.